# Оплатне вилучення предмета
Оплатне вилучення предмета — вид адміністративного стягнення в Україні. Стягнення є аналогічним до конфіскації, але, на відміну від нього, передбачає повернення коштів колишньому власнику: предмет примусово вилучається, реалізується, витрати по реалізації відраховуються, і решта суми повертається власнику-суб'єкту адміністративного правопорушення.

## За які правопорушення призначається
Оплатне вилучення предмета може призначатися і як основне, і як додаткове стягнення. Його передбачено за такі адміністративні правопорушення:
- повторне протягом року керування транспортним засобом, не зареєстрованим чи перереєстрованим в Україні в установленому порядку — ч.7 ст. 121 КУпАП; факультативне стягнення (тобто може призначатись, а може і не призначатись);
- повторне протягом року керування транспортним засобом, щодо якого порушено обмеження, встановлені Митним кодексом України — ч.9 ст. 121 КУпАП; факультативне стягнення;
- в'їзд на залізничний переїзд у випадках, коли рух через переїзд заборонений, — ч.2 ст. 123 КУпАП; факультативне стягнення;
- в'їзд на залізничний переїзд у випадках, коли рух через переїзд заборонений, вчинений під час надання послуг з перевезення пасажирів або під час перевезення небезпечних вантажів, — ч.3 ст. 123 КУпАП; факультативне стягнення;
- повторні протягом року: керування ТЗ особою, яка не має права керування таким транспортним засобом, передача керування ТЗ такій особі, керування ТЗ особою, щодо якої встановлено тимчасове обмеження у праві керування ТЗ або яку позбавлено права керування ТЗ, — ч.5 ст. 126 КУпАП; факультативне стягнення;
- повторне протягом року керування ТЗ в стані алкогольного чи іншого сп'яніння, під впливом лікарських препаратів, що знижують увагу та швидкість реакції, передача керування такій особі, відмова від проходження огляду на стан сп'яніння або щодо вживання таких лікарських препаратів — ч.2 ст. 130 КУпАП; факультативне стягнення;
- порушення правил перевезень небезпечних речовин або предметів на морському і внутрішньому водному транспорті — ч.2 ст. 133 КУпАП; факультативне стягнення;
- порушення правил перевезень небезпечних речовин або предметів на повітряному транспорті — ч.3 ст. 133 КУпАП; факультативне стягнення;
- порушення правил зберігання, носіння, перевезення вогнепальної мисливської чи холодної зброї, пневматичної зброї (у якої калібр — понад 4,5 мм, швидкість польоту кулі — понад 100 м/с) і бойових припасів громадянами, які мають дозвіл на зберігання такої зброї — ч.1 ст. 191 КУпАП; факультативне стягнення;
- ухилення від реалізації мисливської, холодної, пневматичної зброї, бойових припасів громадянами, у яких анульовано дозвіл на їх зберігання і носіння — ст. 193 КУпАП; обов'язкове стягнення.

## Порядок виконання
Оплатне вилучення може бути звернено на предмет, який став безпосереднім об'єктом чи знаряддям вчинення адміністративного правопорушення і який перебуває у приватній власності порушника. Цей предмет зазначається у статті, у якій передбачено дане стягнення.
Постанова про оплатне вилучення предмета виконується державним виконавцем. Предмет, вилучений на підставі цієї постанови, здається державним виконавцем для реалізації (а в разі вилучення під час особистого огляду, огляду речей чи затримання предмет надають державному виконавцю після розгляду справи). Суми, виручені від реалізації, за винятком витрат на виконавчі дії, повертаються колишньому власнику.

## Деякі інші країни
У низці країн цей вид стягнення існував, але в подальшому його було вилучено із законодавства:
- В Російській Федерації даний вид стягнення існував до 1 липня 2011, потім його було вилучено з Кодексу РФ про адміністративні правопорушення.
- Відсутнє дане стягнення в Кодексі про адміністративні правопорушення Білорусі; однак існує «стягнення вартості» предмета чи знаряддя адміністративного правопорушення, якщо конфіскація неможлива або недоцільна.
- У Молдові в даний вид стягнення був присутній до 2008 року, після прийняття нового Кодексу Республіки Молдова про правопорушення його було прибрано.
- 28 травня 1997 року даний вид стягнення було прибрано з Кодексу про адміністративні правопорушення Латвії.
- Застосовувався цей вид стягнення в Азербайджані, але з ухваленням нового Кодексу про адміністративні проступки він зник; аналогічно в Казахстані.

Передбачений цей вид стягнення у Кодексах про адміністративні правопорушення:
- Узбекистану (ст. 26): правопорушення: передача у камеру схову «небезпечних речовин» (ч. ст. 142 Кодексу), факультативне; порушення правил обігу зброї та бойових припасів до неї (ч.1 ст. 220), альтернативне основне.
- Таджикистану (ст. 44): правопорушення: лише у ст. 490 Кодексу — аналогічна ст. 193 Кодексу України, обов'язкове стягнення.